# Pravutina
Pravutina – wieś w Chorwacji, w żupanii karlowackiej, w gminie Žakanje. W 2011 roku liczyła 211 mieszkańców.